# Jarilla heterophylla
Jarilla heterophylla là một loài thực vật có hoa trong họ Caricaceae. Loài này được (Cerv. ex La Llave) Rusby mô tả khoa học đầu tiên năm 1921.